# Trasporti in Emilia-Romagna

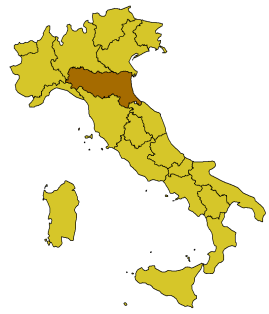
Posizione della regione

Il sistema infrastrutturale dei trasporti dell'Emilia-Romagna consiste in linee ferroviarie, aeroportuali, autostradali, stradali, marittime e fluviali.

## Sistema ferroviario

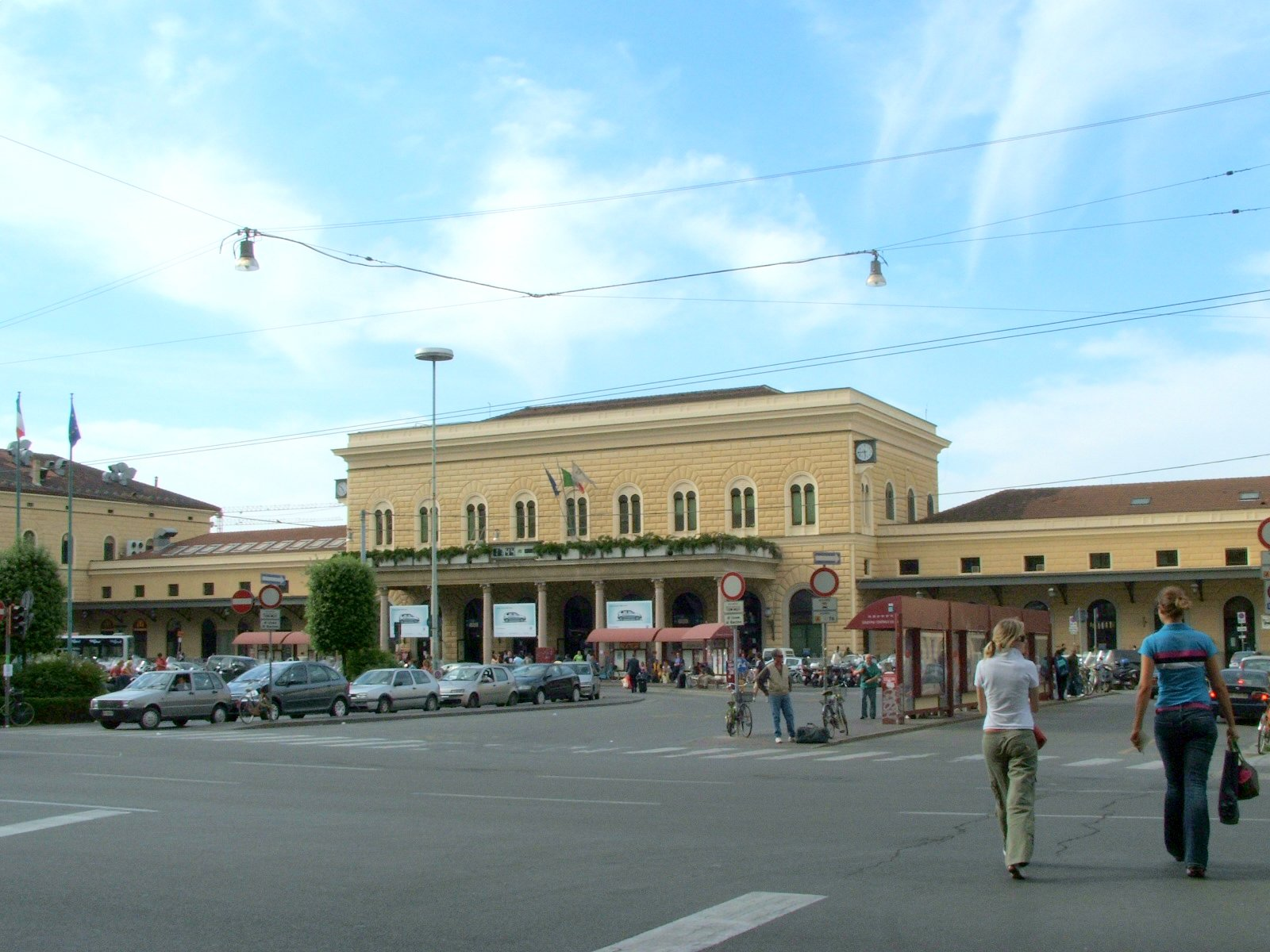
Stazione di Bologna Centrale

La rete ferroviaria dell'Emilia-Romagna conta 1625 km di linee, di cui 1284 gestiti da RFI e 341 gestiti dalla Regione tramite Ferrovie Emilia-Romagna. Le principali stazioni sono 66, classificate come gold, platinum e silver.
Le linee fondamentali presenti in regione, gestite tutte da RFI, sono le seguenti:
- Ferrovia Milano-Bologna. Questa linea è elettrificata e interamente a doppio binario.
- Ferrovia Milano-Bologna (alta velocità). Linea elettrificata a 25 kV e a doppio binario.
- Ferrovia Bologna-Firenze (direttissima). Linea elettrificata e a doppio binario.
- Ferrovia Bologna-Firenze (alta velocità). Linea elettrificata a 25 kV e a doppio binario.
- Ferrovia Verona-Bologna. Linea elettrificata e a doppio binario.
- Ferrovia Padova-Bologna. Linea elettrificata a doppio binario.
- Ferrovia Bologna-Ancona. Linea elettrificata a doppio binario.

Ad Agosto 2018, sono 94 km della line ferroviaria FER sono coperti dal sistema di sicurezza SCMT, permettendo il ripristino delle velocità consentite prima dei limiti e misure di rallentamento deliberati dall'Agenzia Nazionale per la Sicurezza delle Ferrovie (ANSF).

## Sistema aeroportuale

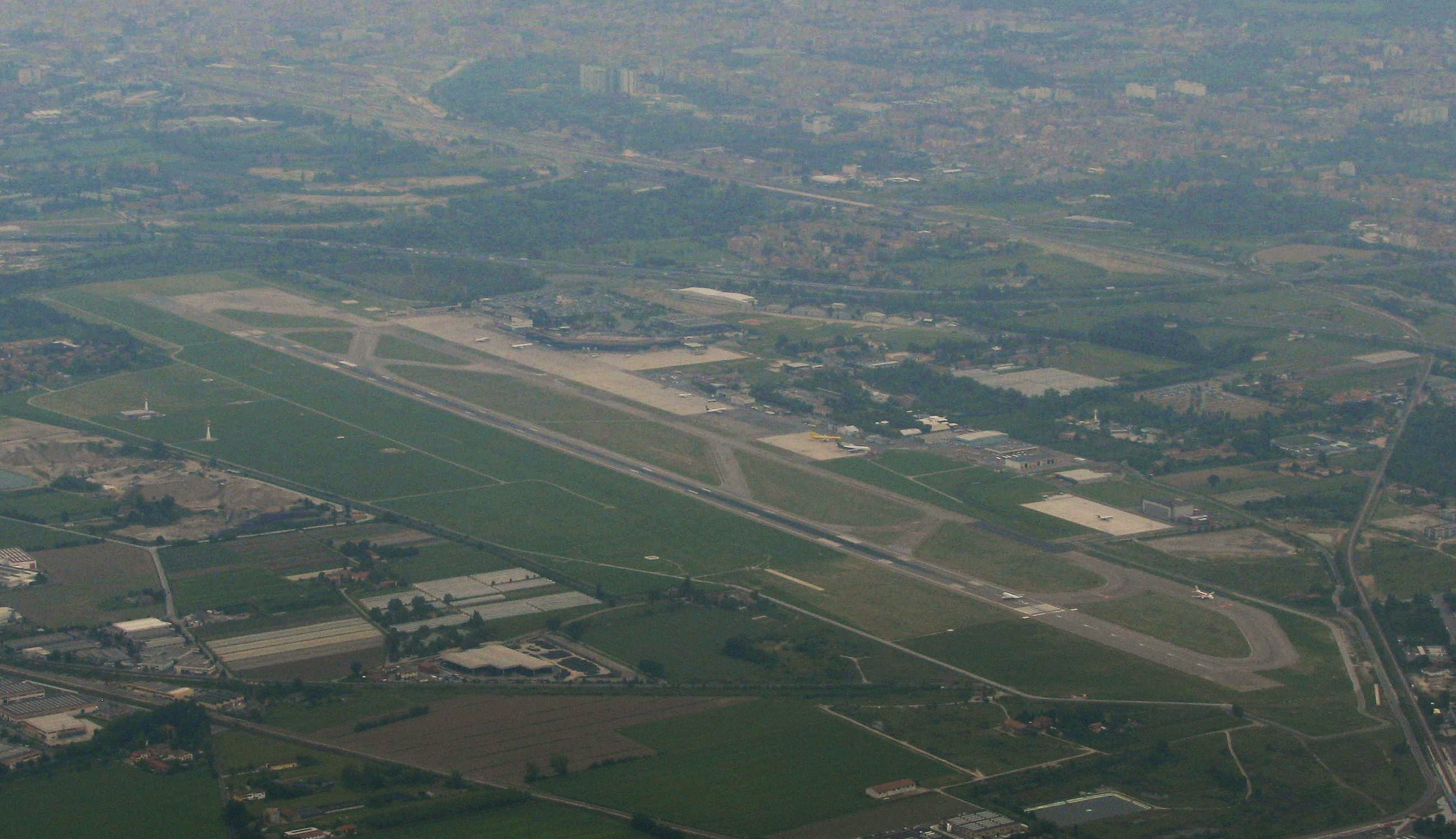
L'Aeroporto di Bologna-Borgo Panigale

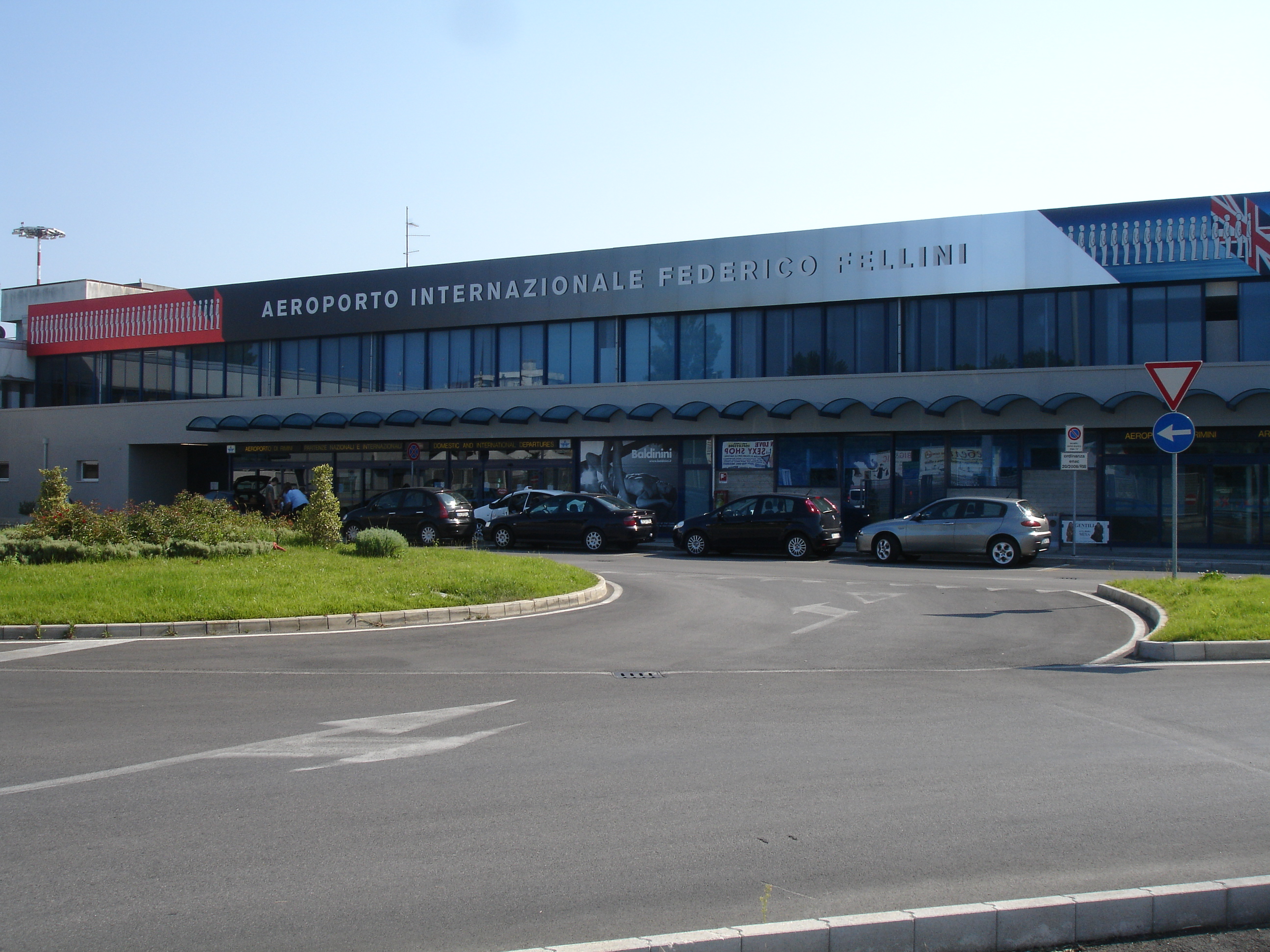
L'Aeroporto di Rimini-Miramare

L'Emilia-Romagna è dotata di 14 aeroporti, 11 aeroporti civili, 2 militari e uno sia civile, sia militare:

### Aeroporti civili
- Aeroporto di Bologna-Borgo Panigale (BLQ) (LIPE), il maggiore della regione, ha un volume di traffico tra i più alti d'Italia; il recente allungamento della pista lo rende praticabile per la partenza e l'arrivo di voli intercontinentali.
- Aeroporto di Forlì (LIPK)
- Aeroporto di Parma (LIMP)
- Aeroporto di Rimini (LIPR) (anche militare)

#### Aeroporti minori
- Aeroporto di Ferrara (LIPF)
- Aeroporto di Prati Vecchi d'Aguscello (LIDV)
- Aeroporto di Ravenna (LIDR)
- Aeroporto di Modena (LIPM)
- Aeroporto di Carpi-Budrione (LIDU)
- Aeroporto di Pavullo nel Frignano (LIDP)
- Aeroporto di Reggio Emilia (LIDE)
- Aeroporto di Lugo (LIDG)

### Aeroporti militari
- Aeroporto di Piacenza-San Damiano (LIMS) nel comune di San Giorgio Piacentino (PC), sede del 50º Stormo dell'Aeronautica Militare Italiana.
- Aeroporto di Cervia (LIPC) nel comune di Cervia (RA), sede del 15º Stormo Elicotteri dell'aeronautica Militare Italiana.
- Base aerea di Poggio Renatico nel comune di Poggio Renatico (FE) è sede del Comando Operativo delle Forze Aeree (COFA) dell'Aeronautica Militare Italiana e del Combined Air Operations Center Five (Caoc-5) della NATO.

### Aviosuperfici
- Aviosuperficie Ali di Classe - Lido di Classe
- Aviosuperficie Castellazzo - Reggio Emilia
- Aviosuperficie Cortina di Alseno - Alseno
- Aviosuperficie Deltaland - San Possidonio
- Aviosuperficie Gragnano - Gragnano Trebbiense
- Aviosuperficie Guglielmo Zamboni - Ozzano dell'Emilia
- Aviosuperficie Molinella - Molinella
- Aviosuperficie Reno Air Club - Argelato
- Aviosuperficie Rubbiano - Solignano
- Aviosuperficie Santarcangelo - Santarcangelo di Romagna
- Aviosuperficie di Sassuolo - Sassuolo
- Aviosuperficie Tabularia - Poviglio
- Aviosuperficie Valle Gaffaro - Codigoro
- Aviosuperficie Vigatto - Parma
- Aviosuperficie Villa Fontana - Medicina
- Aviosuperficie Vraglia - Imola

## Sistema stradale e autostradale

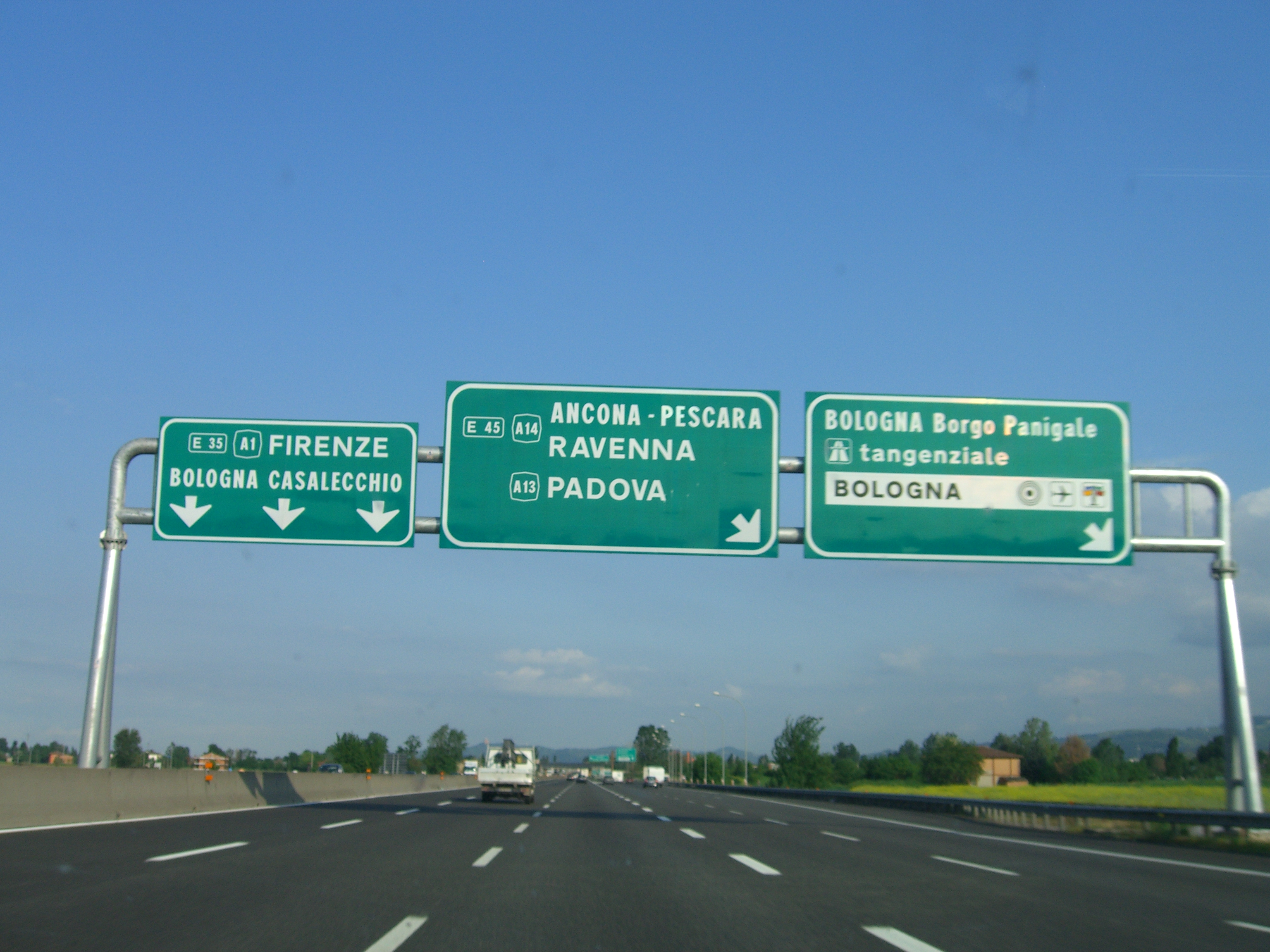
Tratto dell'Autosole a 4 corsie all'altezza dell'uscita di Bologna B.go Panigale, innesto A14 in direzione sud

Nel 2002 l'Emilia-Romagna contava 10.728 km di strade; nello specifico, 568 km di autostrade, 1.037 di strade statali, 1.910 di strade regionali e 7.213 di strade provinciali. La regione pianifica e amministra la rete viaria di interesse regionale composta da strade provinciali e statali e dalle autostrade statali che il PRIT (Piano Regionale Integrato dei Trasporti) chiama Grande Rete e Rete di base principale, dalle strade trasferite dallo stato e dalle autostrade regionali.

### Rete autostradale
Il territorio regionale è attualmente attraversato solo da autostrade statali; tuttavia, nel 2004 la regione ha ottenuto la concessione a realizzare anche autostrade regionali; la Regione ha infatti progettato la costruzione dell'autostrada regionale Cispadana, che collegherà il casello di Ferrara Sud con l'Autostrada A22 presso il casello di Reggiolo - Rolo in Provincia di Reggio Emilia. La Cispadana sarà la prima autostrada regionale presente in Emilia-Romagna. È stato altresì annunciato il progetto del Passante di Bologna e la bretella autostradale Campogalliano-Sassuolo.
Di seguito l'elenco delle autostrade che attraversano la regione:
- Autostrada A1, Milano - Napoli (passante per Piacenza, Parma, Reggio nell'Emilia, Modena e Bologna);
- Autostrada A13, Padova - Bologna;
- Autostrada A14, Bologna - Taranto (più la diramazione A14-dir per Ravenna);
- Autostrada A15, Parma - La Spezia;
- Autostrada A21, Torino- Piacenza - Brescia (più la diramazione Fiorenzuola d'Arda);
- Autostrada A22, Modena - Passo del Brennero.
- Raccordo autostradale RA1 - Tangenziale di Bologna
- Raccordo autostradale RA8 (Ferrara sud-Porto Garibaldi)

### Rete stradale

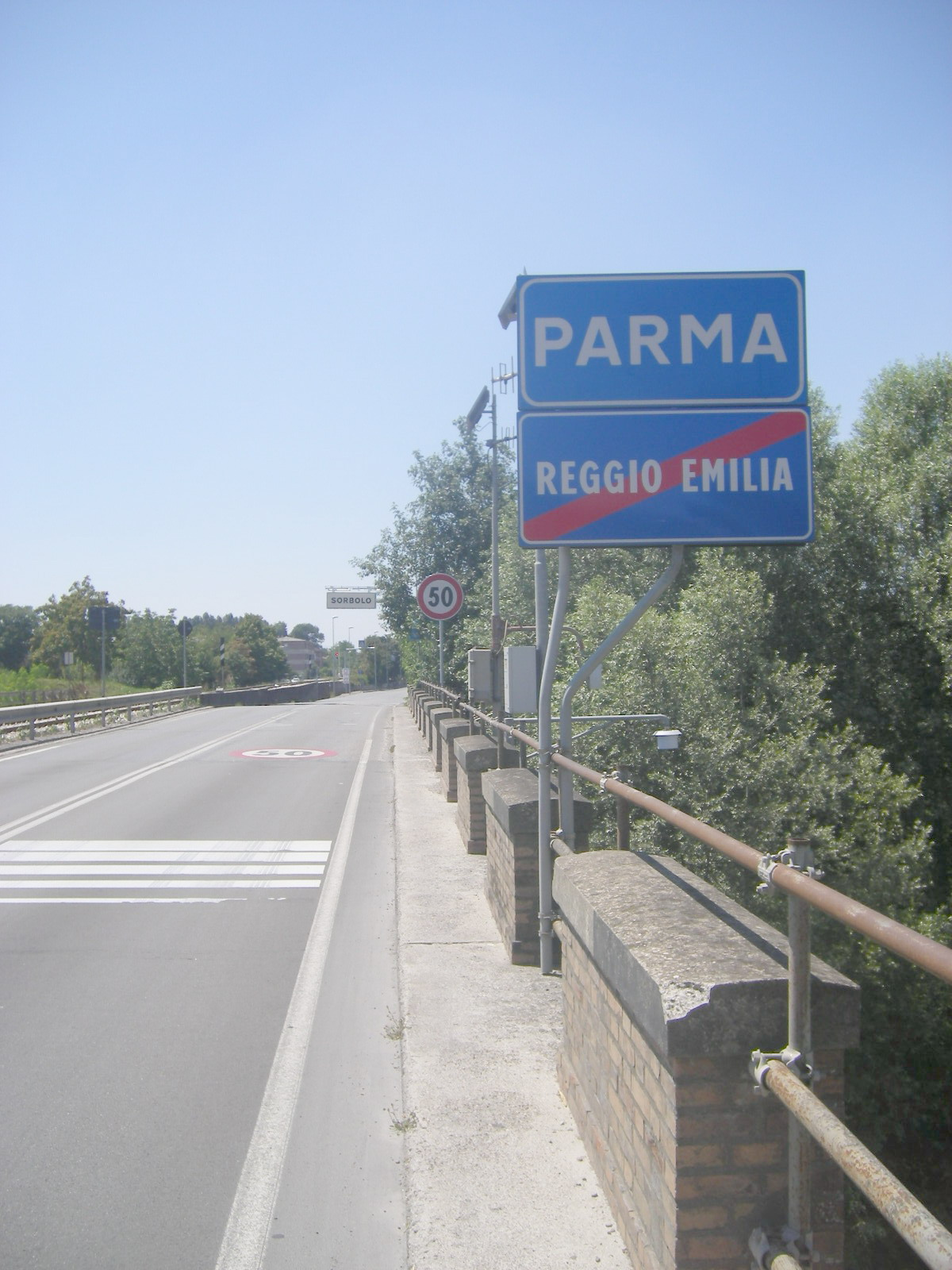
Confine tra la provincia di Parma e la provincia di Reggio Emilia sulla SP 62 R presso Sorbolo

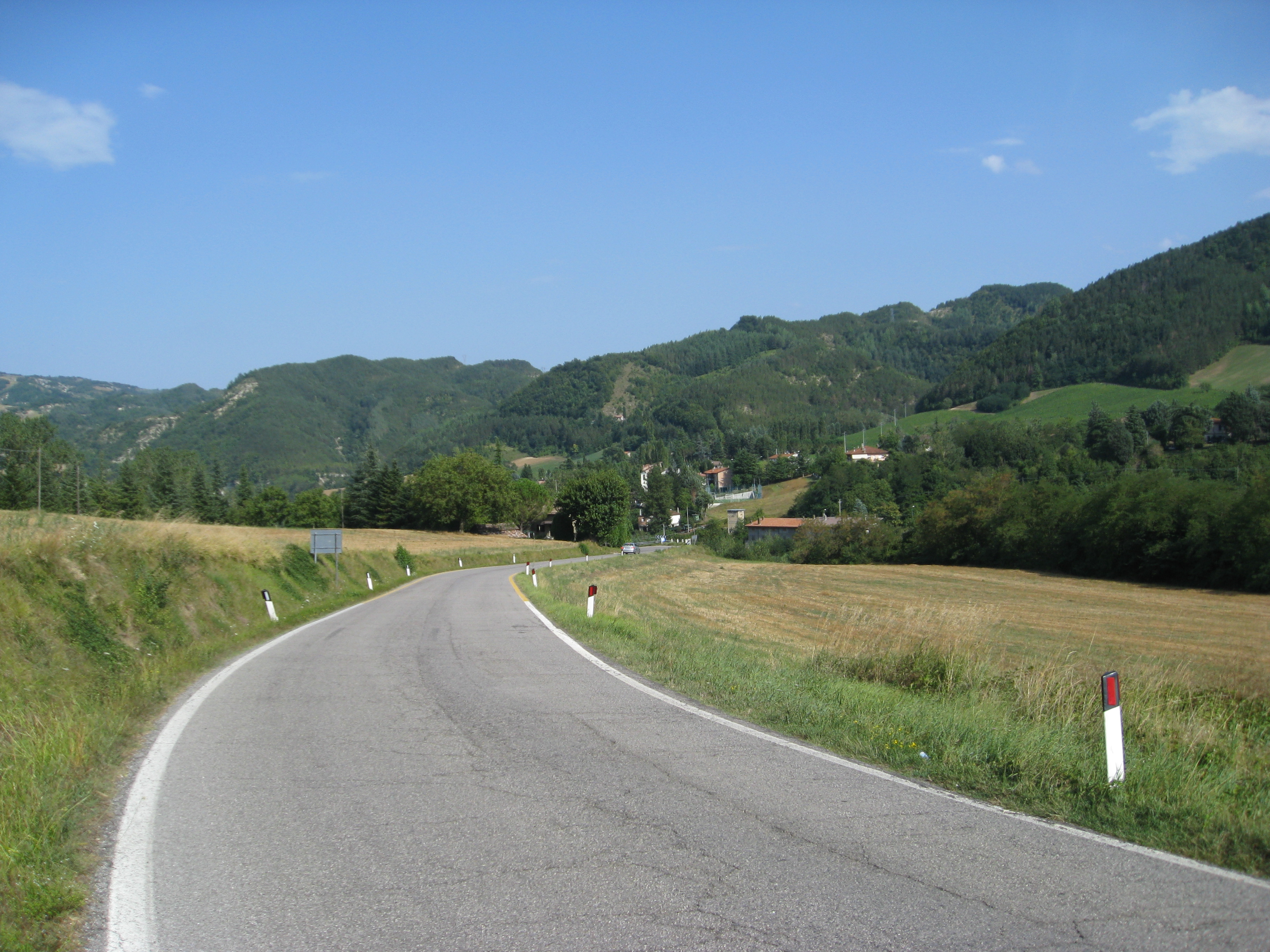
Strada statale 9 ter del Rabbi poco dopo Predappio

| Strade statali |
| --- |
| - Strada statale 3 bis Tiberina - Strada statale 9 Via Emilia - Strada statale 9 ter del Rabbi - Strada statale 10 Padana Inferiore - Strada statale 12 dell'Abetone e del Brennero - Strada statale 16 Adriatica - Strada statale 45 di Val Trebbia - Strada statale 62 della Cisa - Strada statale 63 del Valico del Cerreto - Strada statale 64 Porrettana - Strada statale 65 della Futa - Strada statale 67 Tosco-Romagnola - Strada statale 71 Umbro Casentinese Romagnola - Strada statale 72 di San Marino - Strada statale 253 San Vitale - Strada statale 254 di Cervia - Strada statale 255 di San Matteo Decima - Strada statale 258 Marecchia - Strada statale 302 Brisighellese Ravennate - Strada statale 304 di Cesena - Strada statale 306 Casolana Riolese - Strada statale 308 di Fondo Valle Taro - Strada statale 309 Romea - Strada statale 310 del Bidente - Strada statale 324 del Passo delle Radici - Strada statale 325 di Val di Setta e Val di Bisenzio - Strada statale 343 Asolana - Strada statale 357 di Fornovo - Strada statale 358 di Castelnovo - Strada statale 359 di Salsomaggiore e di Bardi - Strada statale 412 della Val Tidone - Strada statale 413 Romana - Strada statale 461 del Passo del Penice - Strada statale 462 della Val d'Arda - Strada statale 467 di Scandiano - Strada statale 468 di Correggio - Strada statale 486 di Montefiorino - Strada statale 495 di Codigoro - Strada statale 496 Virgiliana - Strada statale 513 di Val d'Enza - Strada statale 523 del Colle di Cento Croci - Strada statale 568 di Crevalcore - Strada statale 569 di Vignola - Strada statale 586 della Valle dell'Aveto - Strada statale 587 di Cortemaggiore - Strada statale 588 dei Due Ponti - Strada statale 610 Selice o Montanara Imolese - Strada statale 623 del Passo Brasa - Strada statale 632 Traversa di Pracchia - Strada statale 654 di Val Nure - Strada statale 722 Tangenziale di Reggio Emilia - Strada statale 723 Tangenziale Ovest di Ferrara - Strada statale 724 Tangenziale Nord di Modena e diramazione per Sassuolo - Strada statale 725 Tangenziale di Piacenza - Strada statale 726 Tangenziale di Cesena - Strada statale 727 Tangenziale di Forlì |

### Passi e valichi

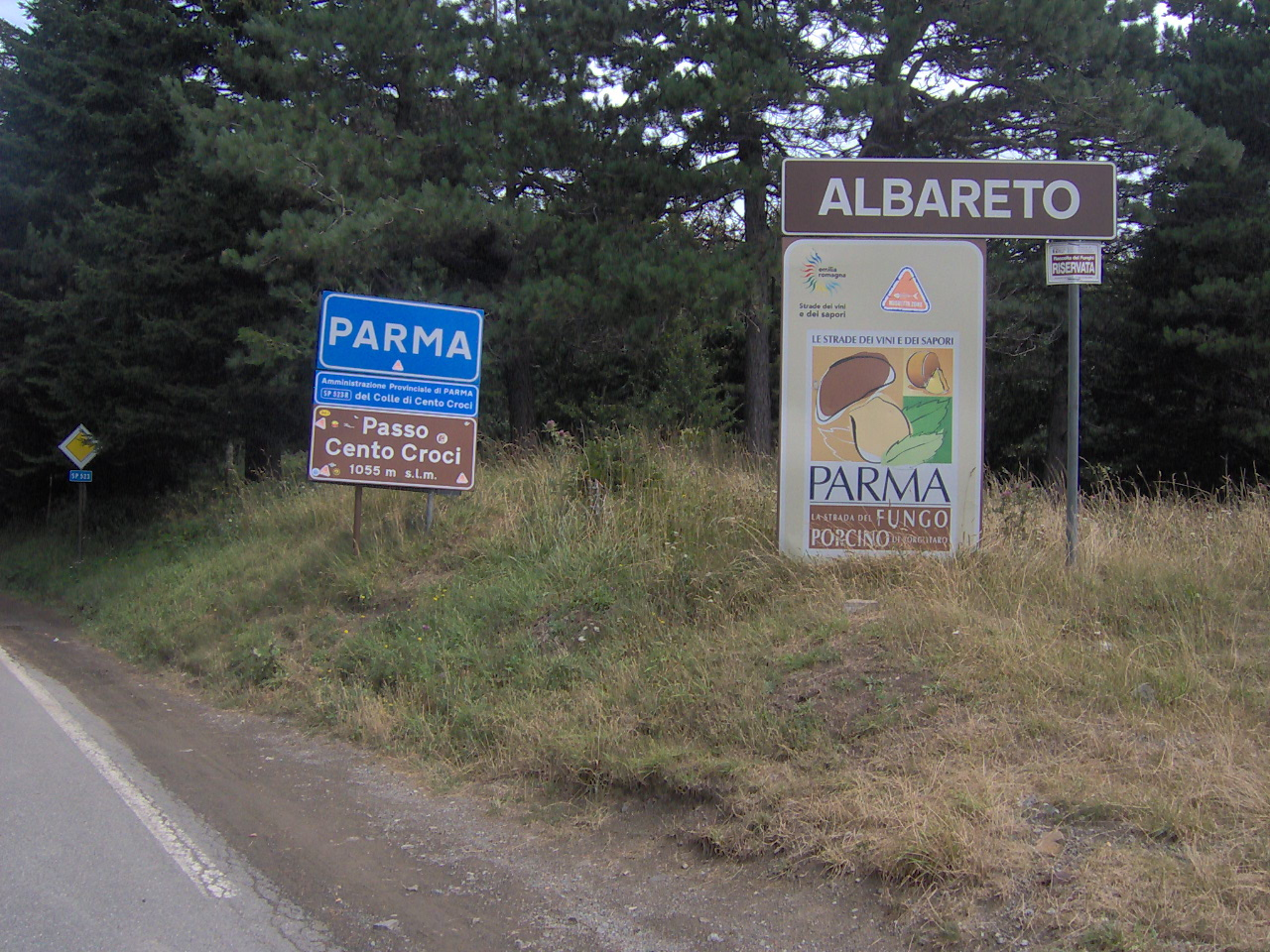
Passo di Centocroci

- Foce a Giovo (1.711 m s.l.m.): Pievepelago (MO) - Coreglia Antelminelli (LU)
- Passo di Annibale (1.798 m s.l.m.): Fiumalbo (MO) - Abetone (PT)
- Passo del Bocco (956 m s.l.m.): Mezzanego (GE) - Tornolo (PR)
- Passo del Brallo (951 m s.l.m.): Ottone (PC) - Varzi (PV)
- Passo la Calla (1.296 m s.l.m.): Santa Sofia (FC) - Pratovecchio Stia (AR)
- Passo di Centocroci (1.055 m s.l.m.): Albareto (PR) - Varese Ligure (SP)
- Passo del Cerreto (1.261 m s.l.m.): Collagna (RE) - Fivizzano (MS)
- Passo di Cirone (1.255 m s.l.m.): Corniglio (PR) - Pontremoli (MS)
- Passo della Cisa (1.045 m s.l.m.): Fornovo di Taro (PR) - Pontremoli (MS)
- Passo del Giovà (1.368 m s.l.m.): Zerba (PC) - Santa Margherita di Staffora (PV)
- Passo dei Mandrioli (1.173 m s.l.m.): Bagno di Romagna (FC) - Badia Prataglia (AR)
- Passo del Penice (1.149 m s.l.m.): Bobbio (PC) - Romagnese (PV)
- Passo della Pradarena (1.579 m s.l.m.): Ligonchio (RE) - Sillano (LU)
- Passo delle Radici (1.529 m s.l.m.): Pievepelago (MO) - Castelnuovo di Garfagnana (LU)
- Passo del Tomarlo (1.485 m s.l.m.): Bedonia (PR) - Santo Stefano d'Aveto (GE)
- Passo di Viamaggio (983 m s.l.m.): Rimini - Arezzo
- Passo dello Zovallo (1.405 m s.l.m.): Ferriere (PC) - Santo Stefano d'Aveto (GE).

### Distanze chilometriche
| [ 7 ]    | Bologna | Piacenza | Modena | Ferrara | Ravenna | Rimini |
| -------- | ------- | -------- | ------ | ------- | ------- | ------ |
| Bologna  | –       | 156 km   | 37 km  | 46 km   | 76 km   | 115 km |
| Piacenza | 156 km  | –        | 112 km | 192 km  | 227 km  | 270 km |
| Modena   | 37 km   | 112 km   | –      | 94 km   | 129 km  | 169 km |
| Ferrara  | 46 km   | 192 km   | 94 km  | –       | 87 km   | 158 km |
| Ravenna  | 76 km   | 227 km   | 129 km | 87 km   | –       | 64 km  |
| Rimini   | 115 km  | 270 km   | 169 km | 158 km  | 64 km   | –      |

## Trasporto pubblico

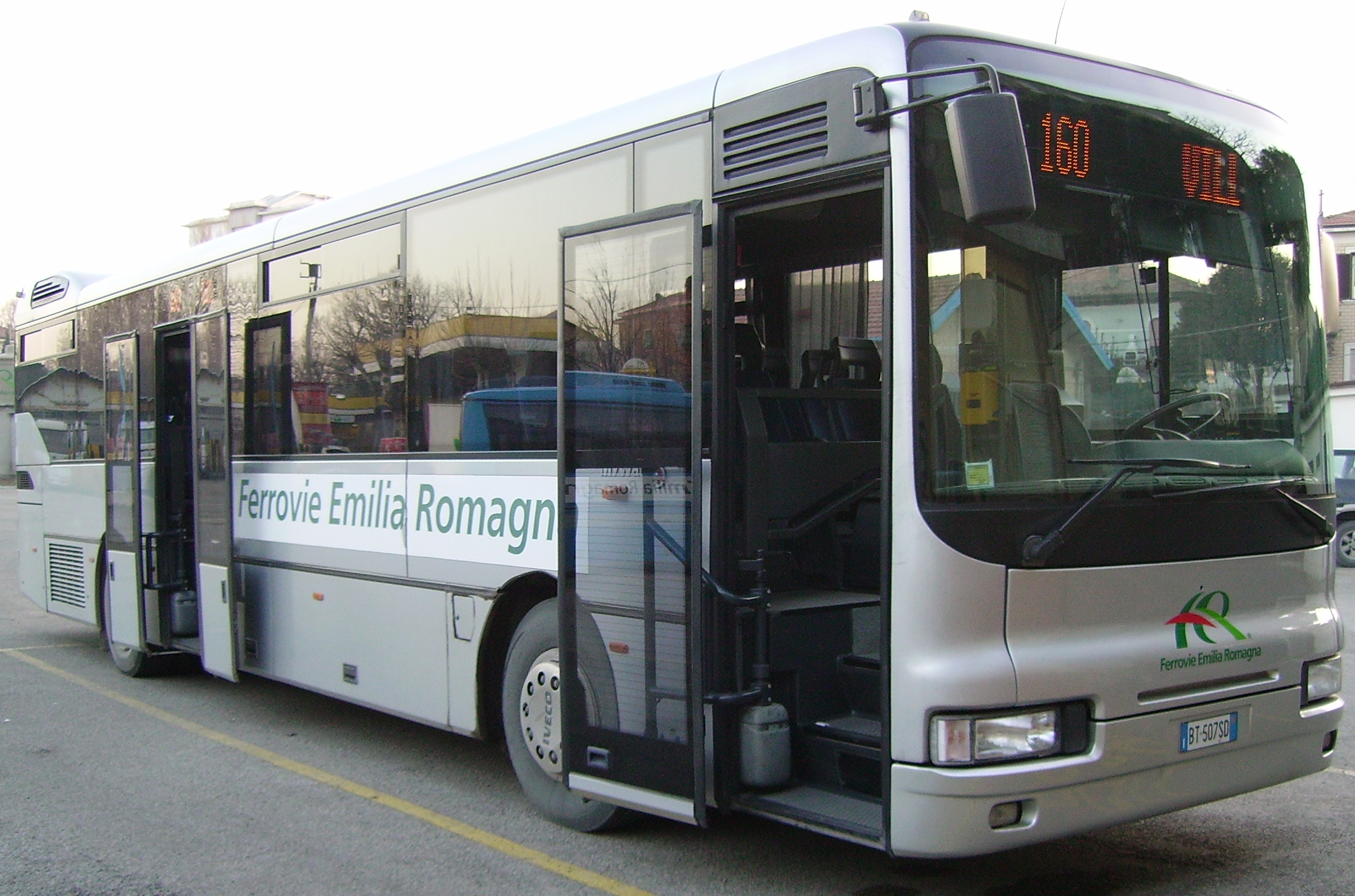
Rimini: autobus Iveco MyWay n. 914 della FER sulla linea 160

Il servizio di trasporto pubblico è gestito da diverse aziende:
- La Trasporto Passeggeri Emilia-Romagna (TPER) nelle province di Bologna e Ferrara;
- La Società Emiliana Trasporti Autofiloviari (SETA) nelle province di Modena, Reggio nell'Emilia e Piacenza;
- La TEP (Tranvie Elettriche Parmensi) a Parma e provincia;
- La Start Romagna nelle province di Ravenna, Forlì-Cesena e Rimini;

La già citata TPER gestisce il servizio di trasporto pubblico interurbano automobilistico delle province di Bologna e Ferrara.

## Sistema di navigazione
A Rimini, anticamente sede di un porto romano, è presente un porto turistico, così come anche a Porto Garibaldi.
Classe, frazione di Ravenna, è stata identificata come sede di un antico porto romano, che serviva la città di Ravenna, oggi servita da un porto commerciale e industriale.
Per quanto riguarda i porti fluviali sul fiume Po, tra i più importanti vi sono quello turistico di Ferrara e il porto di Piacenza, in fase di progettazione.